# William Riddle
George William Riddle fou un ciclista canadenc. Es va dedicar al ciclisme en pista, on va aconseguir una medalla de bronze en mig fons amateur al Campionat del món de 1899, per darrere de l'estatunidenc John Nelson, i l'australià Ben Goodson.